# 柏ケ谷
柏ケ谷（かしわがや）は、神奈川県海老名市の地名。現行住所は柏ケ谷一丁目から六丁目、住居表示実施済。

## 地理
市内北東部の目久尻川左岸に位置する。一帯は座間丘陵南部にあたる丘陵地で、地内南部では谷戸が形成されている。
北で上今泉・座間市南栗原および座間市さがみ野、東で東柏ケ谷・綾瀬市寺尾北および綾瀬市寺尾台、南で望地および綾瀬市小園、西で国分北および国分南とそれぞれ接する（特記ないものは海老名市）。

### 河川
- 目久尻川

### 地価
住宅地の地価は、2023年（令和5年）1月1日の公示地価によれば、柏ケ谷字長ヲサ940番2の地点で16万円/m2となっている。

## 歴史

### 地名の由来
柏の木が多く生えた谷の意、あるいは岩の多い谷という意から「堅し岩」が「かしわ」に転訛したものとする説がある。戦国時代にはすでに「柏谷」の名が見える。

### 沿革
- 江戸時代 - 高座郡柏ケ谷村成立。
- 1868年（明治元年） - 柏ケ谷村、神奈川府を経て神奈川県に所属。
- 1889年（明治22年）4月1日 - 町村制施行により高座郡海老名村大字柏ケ谷となる。
- 1940年（昭和15年）12月20日 - 海老名村が町制施行し、海老名町となる。
- 1946年（昭和21年）3月1日 - 地内の相模鉄道本線に柏ケ谷駅開業（翌月、大塚本町駅に改称）。
- 1971年（昭和46年）11月1日 - 海老名町が市制施行し、海老名市となる。
- 1975年（昭和50年）8月17日 - 大塚本町駅がさがみ野駅に移転改称、かしわ台駅開業。
- 1977年（昭和52年）5月1日 - 東部が東柏ケ谷一丁目 - 六丁目として分離。
- 2024年（令和6年）9月30日 - 柏ケ谷地区で住居表示を実施。新住所は柏ケ谷一丁目から六丁目。

## 世帯数と人口
2023年（令和5年）1月1日現在（海老名市発表）の世帯数と人口は以下の通りである。
| 大字   | 世帯数    | 人口    |
| ------ | --------- | ------- |
| 柏ケ谷 | 3,444世帯 | 7,994人 |

### 人口の変遷
国勢調査による人口の推移。
| 年                 | 人口  |
| ------------------ | ----- |
| 1995年（平成7年）  | 5,651 |
| 2000年（平成12年） | 5,759 |
| 2005年（平成17年） | 6,320 |
| 2010年（平成22年） | 7,148 |
| 2015年（平成27年） | 7,789 |
| 2020年（令和2年）  | 8,003 |

### 世帯数の変遷
国勢調査による世帯数の推移。
| 年                 | 世帯数 |
| ------------------ | ------ |
| 1995年（平成7年）  | 1,849  |
| 2000年（平成12年） | 2,004  |
| 2005年（平成17年） | 2,316  |
| 2010年（平成22年） | 2,741  |
| 2015年（平成27年） | 3,116  |
| 2020年（令和2年）  | 3,368  |

## 学区
市立小・中学校に通う場合、学区は以下の通りとなる（2022年12月時点）。
| 番地                                            | 小学校                 | 中学校                 |
| ----------------------------------------------- | ---------------------- | ---------------------- |
| 1～553 600～608 700～705 719～819               | 海老名市立杉本小学校   | 海老名市立柏ケ谷中学校 |
| 555～594 609～696 706～713 856～1000 1032～1150 | 海老名市立柏ケ谷小学校 | 海老名市立柏ケ谷中学校 |

## 事業所
2021年（令和3年）現在の経済センサス調査による事業所数と従業員数は以下の通りである。
| 大字   | 事業所数  | 従業員数 |
| ------ | --------- | -------- |
| 柏ケ谷 | 155事業所 | 3,028人  |

### 事業者数の変遷
経済センサスによる事業所数の推移。
| 年                 | 事業者数 |
| ------------------ | -------- |
| 2016年（平成28年） | 162      |
| 2021年（令和3年）  | 155      |

### 従業員数の変遷
経済センサスによる従業員数の推移。
| 年                 | 従業員数 |
| ------------------ | -------- |
| 2016年（平成28年） | 2,645    |
| 2021年（令和3年）  | 3,028    |

## 交通

### 鉄道
- 相模鉄道本線 - かしわ台駅

### バス
- 神奈川中央交通
  - 海03系統 海老名駅東口行・かしわ台駅行
  - 海08系統 海老名駅東口行・鶴間駅行（1日1往復のみ）
- 海老名市コミュニティバス
  - 国分ルート 海老名駅東口行・かしわ台駅行
  - 上今泉ルート 海老名駅西口行・かしわ台駅行

### 道路
主要地方道
- 神奈川県道42号藤沢座間厚木線 - 東柏ケ谷との境界をなす。

## 施設
- かしわ台駅
- かしわ台車両センター
- 日進幼稚園
- 海老名市立柏ケ谷小学校
- 海老名市立柏ケ谷中学校
- 相鉄ローゼンかしわ台店
- ゆめみ処ここち湯海老名店
- パブコ本社

## ギャラリー

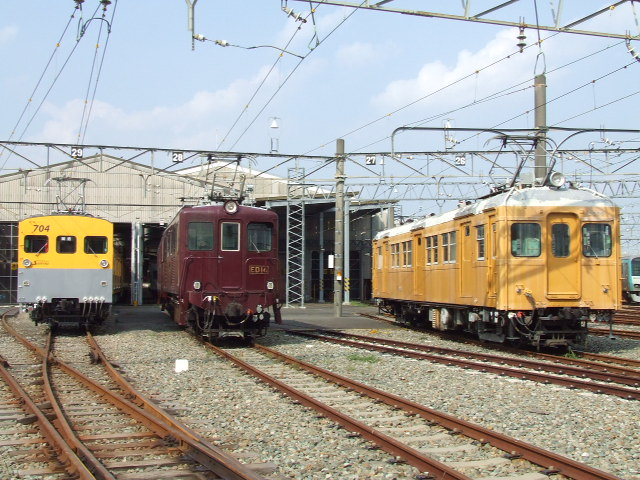
かしわ台車両センター
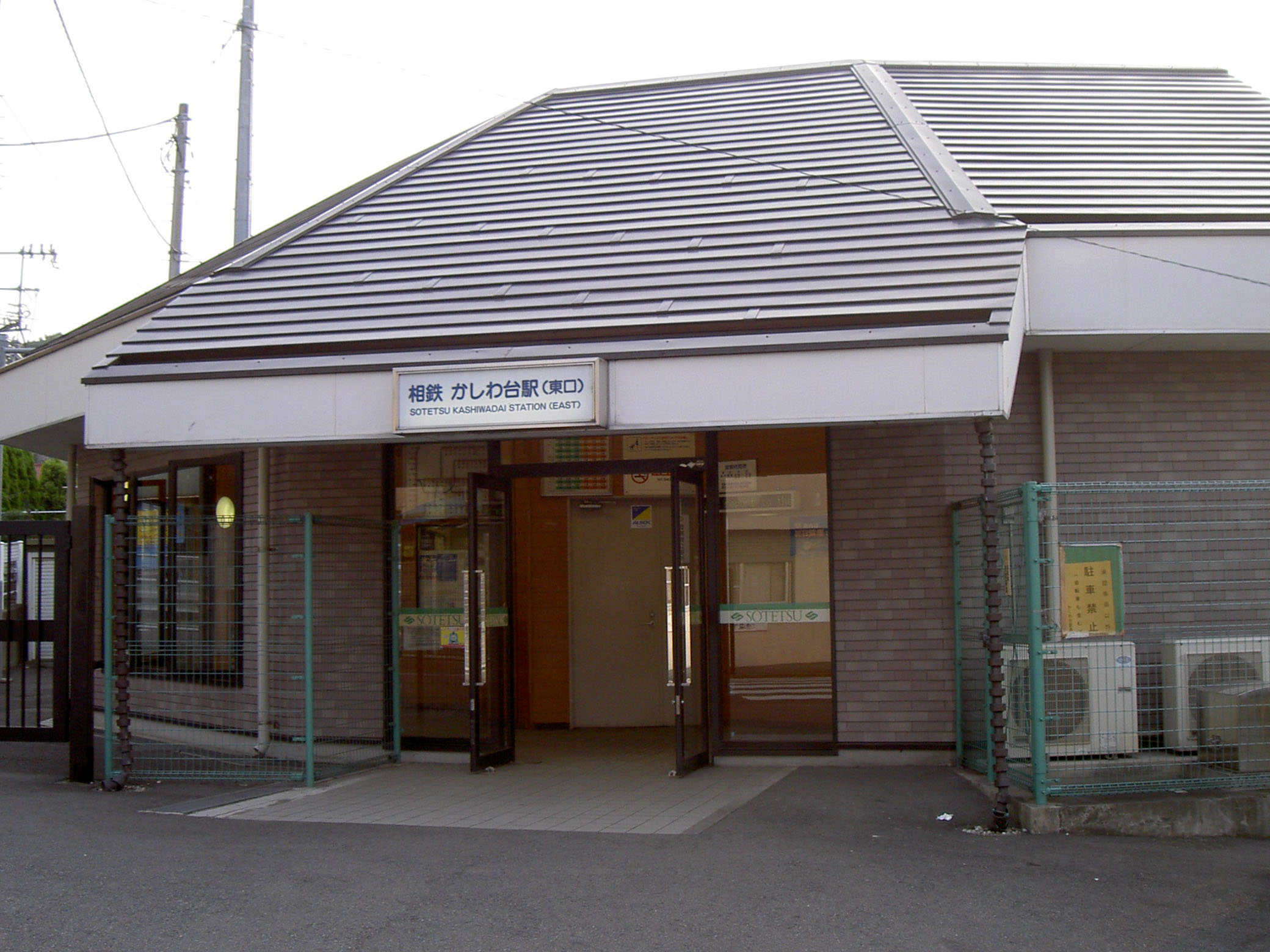
かしわ台駅東口（旧・大塚本町駅所在地）

## その他

### 日本郵便
- 郵便番号 : 243-0402[3]（集配局 : 綾瀬郵便局[15]）。